# Inglewood (Nebraska)
Inglewood ist ein Dorf in Dodge County im US-Bundesstaat Nebraska. Inglewood liegt nahe dem Platte River etwa 57 Kilometer von Omaha entfernt.